# ТЕС Пріоло (ENEL)

ТЕС Пріоло (ENEL) — теплова електростанція в Італії на острові Сицилія, провінція Сиракуза. У 2000-х роках модернізована з використанням технології комбінованого парогазового циклу.
У 1979 та 1980 роках на майданчику станції ввели в експлуатацію два конденсаційні енергоблоки з паровими турбінами потужністю по 320 МВт, розраховані на використання нафти. 
У 2002—2003 роках станція пройшла модернізацію, під час якої було створено два парогазові блоки потужністю по 375 МВт. У кожному з них встановлена одна газова турбіна з показником 250 МВт, яка через котел-утилізатор живить одну парову турбіну зі складу конденсаційних блоків, частково демобілізовану зі зменшенням потужності до 125 МВт. Після модернізації ТЕС перейшла на спалювання природного газу.